# Відкрита бібліотека шрифтів
Відкрита бібліотека шрифтів (англ. Open Font Library) — проєкт, присвячений розміщенню та заохоченню створення шрифтів, випущених під вільними ліцензіями. Є сестринським проєктом Відкритої бібліотеки кліпартів (англ. Open Clip Art) і містить більше 6000 шрифтів від понад 250 учасників.
Ці шрифти призначені для завантаження, перемішування та вільного доступу.
Проєкт ініційовано 2006 року та відновлено 12 травня 2011 на зустрічі Libre Graphics Meeting 2011 в Монреалі розробником Fabricatorz Крістоферем Адамсом.